# Blåfjella-Skjækerfjella Nemzeti Park
A Blåfjella-Skjækerfjella Nemzeti Park (déli számi nyelven: Låarte-Skæhkere nasjonalpark) Norvégiában Nord-Trøndelag megye, ezen belül Verda, Steinkjer, Snåsa, Grong és Lierne község területén, a Skandináv-hegység magashegyi fjell-vidékén található. 2004. december 17-én nyitották meg, együtt a tőle keletre elhelyezkedő Lierne Nemzeti Parkkal.
A svéd határ mentén fekszik 1924 km²-en, számos őserdő-jellegű területtel.

## Földrajza
A park két erősen különböző részre oszlik, amelyek csaknem teljesen elválnak egymástól. Délen, a Skjækerfjella területén  1000–1100 méteres hegyek vannak, az északi részen, a Blåfjella vidékén van a terület legmagasabb csúcsa, az 1333 méteres Midtiklumpen. A két terület között hegyi parasztgazdaságok is vannak.
Délen termékenyebb a talaj, gazdag a vegetáció. Északon szegényes a növényzet. A Raudfjellet hegy anyagában sok a szerpentinit, ami vörös színt kölcsönöz a kopár talajnak.

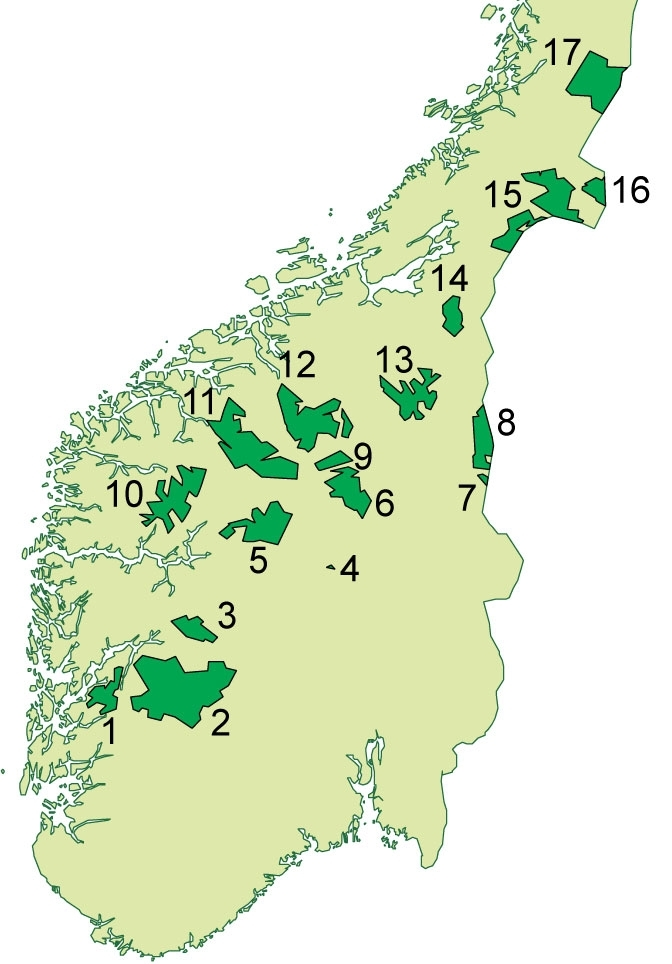
Dél-Norvégia nemzeti parkjai. A Blåfjella-Skjækerfjella a 15. számú

## Növényzet és állatvilág
Az északi hegyek közötti mocsarakban gyakori a közönséges tőzegrozmaring, a tőzegáfonya és a közönséges lápcsillag. A közönséges lucfenyő bevándorló fajként itt jelent meg először Norvégia területén.
A park nagyobb emlős állatai a sarki róka, az eurázsiai hiúz, a rozsomák, és a barna medve. A madárvilág különlegessége a kis póling. Több itt előforduló növény- és állatfaj szerepel a vörös listán.

## Kulturális örökség
Évszázadok óta élnek számik a környéken. Számos parasztgazdaság és hegyi legelő is van a termékenyebb részeken.

## Turizmus
A Lierne nasjonalparksenter információs központot üzemeltet Lierne településen. A megyei turistaszövetség (Nord-Trøndelag Turistforening, NTT) néhány önellátó menedékházakat tart fenn a park területén. A parasztgazdaságok is biztosítanak szálláslehetőséget.

## Fordítás
- Ez a szócikk részben vagy egészben a Blåfjella-Skjækerfjella nasjonalpark című norvég Wikipédia-szócikk ezen változatának fordításán alapul.  Az eredeti cikk szerkesztőit annak laptörténete sorolja fel. Ez a jelzés csupán a megfogalmazás eredetét és a szerzői jogokat jelzi, nem szolgál a cikkben szereplő információk forrásmegjelöléseként.